# Хираня Лал Шрестха
Хираня Лал Шрестха е непалски дипломат.
Посланик в Русия и за България от 2006 г.
Завършва политически науки в университета „Трибхуван“, Непал.